# Савченко Михайло Федорович
Миха́йло Фе́дорович Са́вченко — учасник Афганської війни 1979—1989 років, проживає в місті Одеса.

## З життєпису
В 1981—1983 роках служив у провінції Шинданд, начальник клубу реактивного полку.
Голова громадської організації «Союз ветеранів Афганістану Приморського району Одеси».

## Нагороди
- орден «За заслуги» III ступеня (13.2.2015)